# Henkelotherium
Henkelotherium is een geslacht van uitgestorven zoogdieren dat behoort tot de orde Dryolestida. Het leefde in het Laat-Jura (Kimmeridgien, ongeveer 145 miljoen jaar geleden). De fossiele overblijfselen zijn gevonden in Portugal, in de beroemde afzetting van Guimarota.

## Naamgeving
De typesoort Henkelotherium guimarotae werd in 1991 benoemd door Bernard Krebs. De geslachtsnaam eert wijlen Siegfried Henkel, een van de pioniers van het onderzoek in de bruinkoolmijn van Guimarota die ook wordt vermeld in de soortaanduiding.
Het holotype Gui Mam 138/76 is een uitzonderlijk goed bewaard gebleven skelet met schedel dat in 1976 werd gevonden in Guimarota, Portugal. De meeste van de vondsten daar bestaan uit losse tanden of hoogstens een kaak.

## Beschrijving
Dit kleine dier was ongeveer vijftien centimeter lang en twintig gram zwaar. De schedel toont een mengeling van basale kenmerken, zoals een kanaal van Meckel in de onderkaak, en afgeleide als het binnenoor dat erg lijkt op dat van moderne zoogdieren, zij het dat in het kanaal van het slakkenhuis de verbeende primaire lamina spiralis een enkele laag bezit; dat kan een teken zijn dat de hoogste geluiden niet gehoord konden worden. De vestibula is niet gezwollen zodat er geen specialisatie was in het horen van lage trillingen. Er zijn nog onderkaakbotten achter het dentarium maar die hadden in ieder geval geen functionele bijdrage meer aan het kaakgewricht; het is onzeker of ze al van het dentarium waren losgeraakt. Er zijn vermoedelijk vier snijtanden, een hoektand, vier premolaren en zes (wellicht vijf) bovenste en zeven onderste kiezen. De kiezen missen een cingulide.
Er zijn vijf lendenwervels en twee sacrale wervels. De staart is langer dan kop, nek en romp samen. De schoudergordel toont wellicht een interclavicula en een niet versmolten ravenbeksbeen maar een procoracoïde is afwezig. Het schouderblad bezit een fossa supraspinosa. Het darmbeen is lang. De poten waren lang en slank en garandeerden het dier waarschijnlijk een volledig rechtopstaande houding, in tegenstelling tot de Monotremata, en de klauwen leken erg op die van de huidige boomknaagdieren, overigens geen nauwe verwanten. Het bekken was nog uitgerust met epipubische botten, ook aanwezig bij buideldieren, en die het baren van een groot jong zouden hebben verhinderd, terwijl de staart lang en aan de basis robuust was.
Het is onzeker of de enkel een gifspoor bezat want die is niet bewaard gebleven.

## Fylogenie
Het holotype van Henkelotherium is een van de meest complete skeletten van zoogdieren uit het Mesozoïcum en heeft de wetenschap in staat gesteld om in detail de anatomie te reconstrueren van de Dryolestida, een groep basale zoogdieren die ooit onder de Pantotheria werden gerekend. In het bijzonder wordt Henkelotherium beschouwd als een lid van de Paurodontidae, onder de meer basale dryolestiden.

## Levensstijl
Henkelotherium bezat volgens Krebs talrijke kenmerken die duiden op een typische boombewonende levensstijl: de poten waren bijvoorbeeld uitgerust met gebogen klauwen die geschikt waren om takken vast te pakken, en waren vrij lang en sterk, terwijl de lange staart sterk leek op die van eekhoorns of huidige toepaia's (Scandentia). Hij liet Henkelotherium door Elke Gröning illustreren terwijl het een ginkgo beklom. Andere onderzoekers waren echter niet overtuigd. Ook dieren die niet klimmen hebben vaak een lange staart en het werd door Krebs niet aangetoond dat de klauwen zijdelings afgeplat waren; dit is echter in 2013 wel bevestigd.